# Semnocosma
Semnocosma is een geslacht van vlinders van de familie sikkelmotten (Oecophoridae).

## Soorten
- S. gibeauxella Viette, 1995
- S. necromantis Meyrick, 1924